# Томаш Цвіттер
Томаш Цвіттер (словен. Tomaž Zwitter, нар. 15 жовтня 1961, Любляна) — словенський астроном, професор Люблянського університету, спеціаліст із зоряної спектроскопії.

## Біографія
Син історика Франа Цвіттера.
Працює професором астрономії, астрофізики та космології на факультеті математики та фізики Люблянського університету, де викладає курси «Астрономічні спостереження» та «Астрономічна спектроскопія». Він також викладає астрономію на педагогічному факультеті Люблянського університету та педагогічному факультеті Мариборського університету.
Сферою його досліджень є спектроскопія зір нашої Галактики, особливо подвійних зір.
У 2021 році він отримав премію Зойса за передові досягнення у визначенні тривимірної структури місцевого Всесвіту.